# Aluminiumstæppe
Aluminiumstæppe (engelsk aluminum warming blanket) – også kaldt alu-tæppe, anti chock tæppe, folietæppe og redningstæppe – er et stort stykke kraftigt aluminiumsfolie på typisk omkring 200 cm x 150 cm, der er beregnet til at beskytte tilskadekomne mod blæst, regn og kulde, samt forebygge chok. Tæppet har en guld-side og en sølv-side, sølvsiden skal altid vende ind for den tilskadekomne. Sammenpakket fylder tæppet ca. 10 x 14 cm og vejer meget lidt, så det er nemt at have med i en redningstaske eller et førstehjælpskit. Man kan eventuelt forstærke effekten, ved at supplere med et tæppe under aluminiumstæppet.